# Parasynegia submissa
Parasynegia submissa är en fjärilsart som beskrevs av W. Warren 1894. Parasynegia submissa ingår i släktet Parasynegia och familjen mätare. Inga underarter finns listade i Catalogue of Life.